# Malah
Malah (arab. ملح) – miasto w Syrii, w muhafazie As-Suwajda. W 2004 roku liczyło 4363 mieszkańców.